# Ohre
Die Ohre ist ein etwa 103 Kilometer langer, orografisch linker Nebenfluss der Elbe.

## Name
Im Jahr 780 wurde der Fluss als Ora erstmals urkundlich erwähnt. Möglicherweise leitet sich der Name von germanisch arō für „Wasserlauf“ ab.

## Flusslauf
Die Ohre bildet sich in einer Niederung aus wasserführenden Bächen im niedersächsischen Landkreis Gifhorn. Das Gebiet liegt unweit der Grenze zu Sachsen-Anhalt und befindet sich rund sechs Kilometer südöstlich von Wittingen. Bis etwa Anfang des 20. Jahrhunderts befand sich ihre Quelle auf einem Gehöft in Ohrdorf. Der Ortsname bezieht sich auf den Fluss. Infolge einer Grundwasserabsenkung bildet sich die Ohre heutzutage in einem Wiesengebiet zwischen Ohrdorf und Haselhorst, wo auf den ersten drei Bachkilometern zwölf wasserführende Gräben zusammenfließen. Von dort aus führt die Ohre in südöstlicher Richtung als natürliche Grenze zwischen Niedersachsen und Sachsen-Anhalt in das niedersächsische Brome. Kurz vor dem Ort haben sich Flussmäander erhalten. Da sich dort seltene Arten der Tier- und Pflanzenwelt finden, wurden die Naturschutzgebiete „Ohreaue“, „Obere Ohre/Landwehr von Rade“, „Mittlere Ohreaue“ und „Ohreaue bei Altendorf und Brome“ eingerichtet. In Brome im Bereich der Talaue des Flusses entstanden 1979 zwei Seen, die vom Fluss gespeist werden. Der obere See hat eine Fläche von 1,7 ha, der untere See ist 3 ha groß. Die Wasserflächen stellen eine Biotopfläche dar und bilden ein kleineres Naherholungsgebiet. Vor allem dienen sie dem Hochwasserschutz in Brome, da zuvor Überschwemmungen mit Eisgang größeren Schaden im Ort anrichteten. Nach Brome verlässt die Ohre Niedersachsen und fließt auf dem Gebiet von Sachsen-Anhalt. Bei Jahrstedt endet der Oberlauf des Flusses, der dort in das Feuchtgebiet Drömling eintritt. Er durchfließt das Gebiet auf etwa 29 Kilometer Länge in südöstlicher Richtung. Bei Calvörde beginnt der Unterlauf des Flusses. In früheren Zeiten diente er mit mehreren Flussarmen dem Schutz der Burg Calvörde. Danach tangiert er den Nordrand der Magdeburger Börde und bildet zugleich die Grenze zur nördlich anschließenden Altmark. Ab etwas unterhalb von Calvörde bis kurz vor die Mündung in die Elbe ist der Flusslauf als FFH-Gebiet „Untere Ohre“ ausgewiesen. Die Ohre fließt hier durch den Landkreis Börde über Haldensleben nach Wolmirstedt bis zur Mündung in die Elbe bei Rogätz.

## Historische Beschreibung
- Samuel Walther 1737 in: Magdeburgische Merckwürdigkeiten Teil VII. unter dem Untertitel: Wahrer Uhrsprung und Lauff des Ohra Flußes, samt dem Drömling.

„Dieser Fluß entspringet in einem Baur-Haus zu Ohrdorf…“
„Es ist ein frisch und helles Wasser, welches aber zu Ende des Drömlings bis zur Elbe eine andere Couleur bekommt. Bis dahin ist der Fluß noch ziemlich schwach, doch grösser denn 2. Bäche, und fliesset ziemlich schnell.“

## Drömlingsdurchfluss
Die Ohre durchfließt mittig den rund 300 Quadratkilometer großen Drömling. Er bildete sich nach der letzten Eiszeit als ein großflächiges Feuchtgebiet mit Niedermooren. Die fast abflusslose Senke war bis zu ihrer Entwässerung im 18. Jahrhundert ein von Aller und Ohre gespeistes, unzugängliches Sumpfgebiet, das wegen seiner Undurchquerbarkeit schon immer eine Volkstumsgrenze zwischen Ost und West war. Laut den Berichten von Samuel Walther aus dem Jahre 1737 besaß die Ohre im Drömling ursprünglich kein festes Flussbett. Im Drömling liegt eine sehr niedrige Wasserscheide zwischen Weser und Elbe.

Karte des Drömlings von 1737, diffuser Durchfluss der Ohre streckenweise ohne Flussbett

Die Ohre wurde im Drömling gegen Ende des 18. Jahrhunderts unter preußischer Herrschaft reguliert, gemeinsam mit der Entwässerung des Gebietes. 1770 erfuhr der Preußenkönig Friedrich der Große von der Not der Drömlingsdörfer mit den Überschwemmungen. Er ordnete an, den zu Preußen gehörigen Ostteil des Drömlings für Kolonisten urbar zu machen. 1780 begann Preußen mit den Vermessungsarbeiten, 1783 mit der Entwässerung mit etwa 3000 Arbeitern. Für die den Drömling streckenweise diffus durchfließende Ohre wurde auf 29 Kilometer Länge ein Flussbett ausgehoben. Im gesamten Gebiet entstanden schachbrettartig angelegte Kanäle und Gräben und es wurden Brücken sowie Dämme errichtet. 1796 waren die Entwässerungsarbeiten nach 13-jähriger Tätigkeit abgeschlossen. Auf diese Weise wurde rund 300 km² Land urbar gemacht. Auf dem Land wurden zahlreiche Kolonien wie Breiteiche, Dannefeld, Etingen und Jerchel eingerichtet.
Um den Erhalt der Landschaft zu sichern, schuf die Landesregierung von Sachsen-Anhalt im Jahre 1990 den Naturpark Drömling und 2005 das größte Naturschutzgebiet Sachsen-Anhalts, Ohre-Drömling.

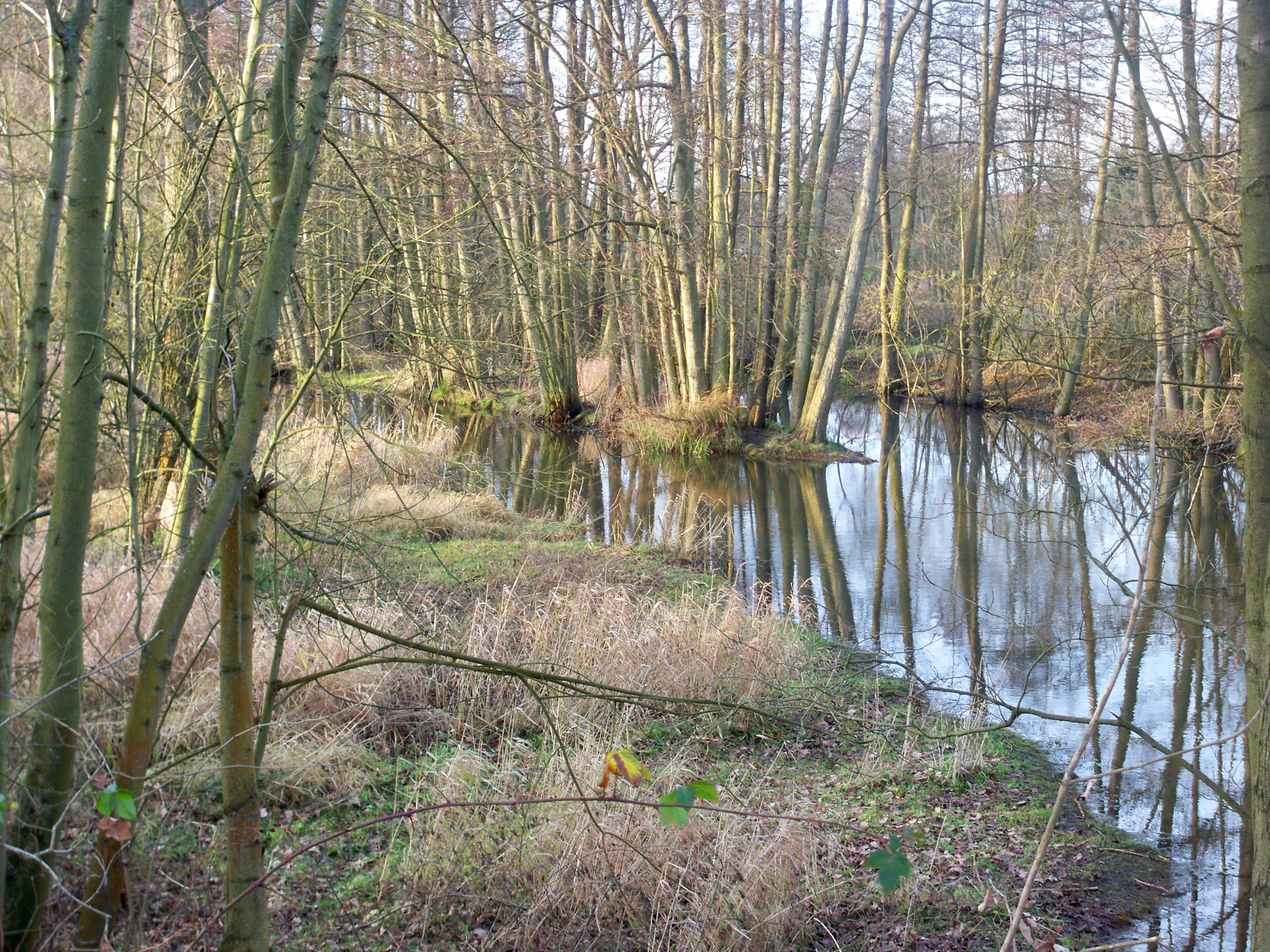
Ohre im Naturschutzgebiet bei Wendischbrome
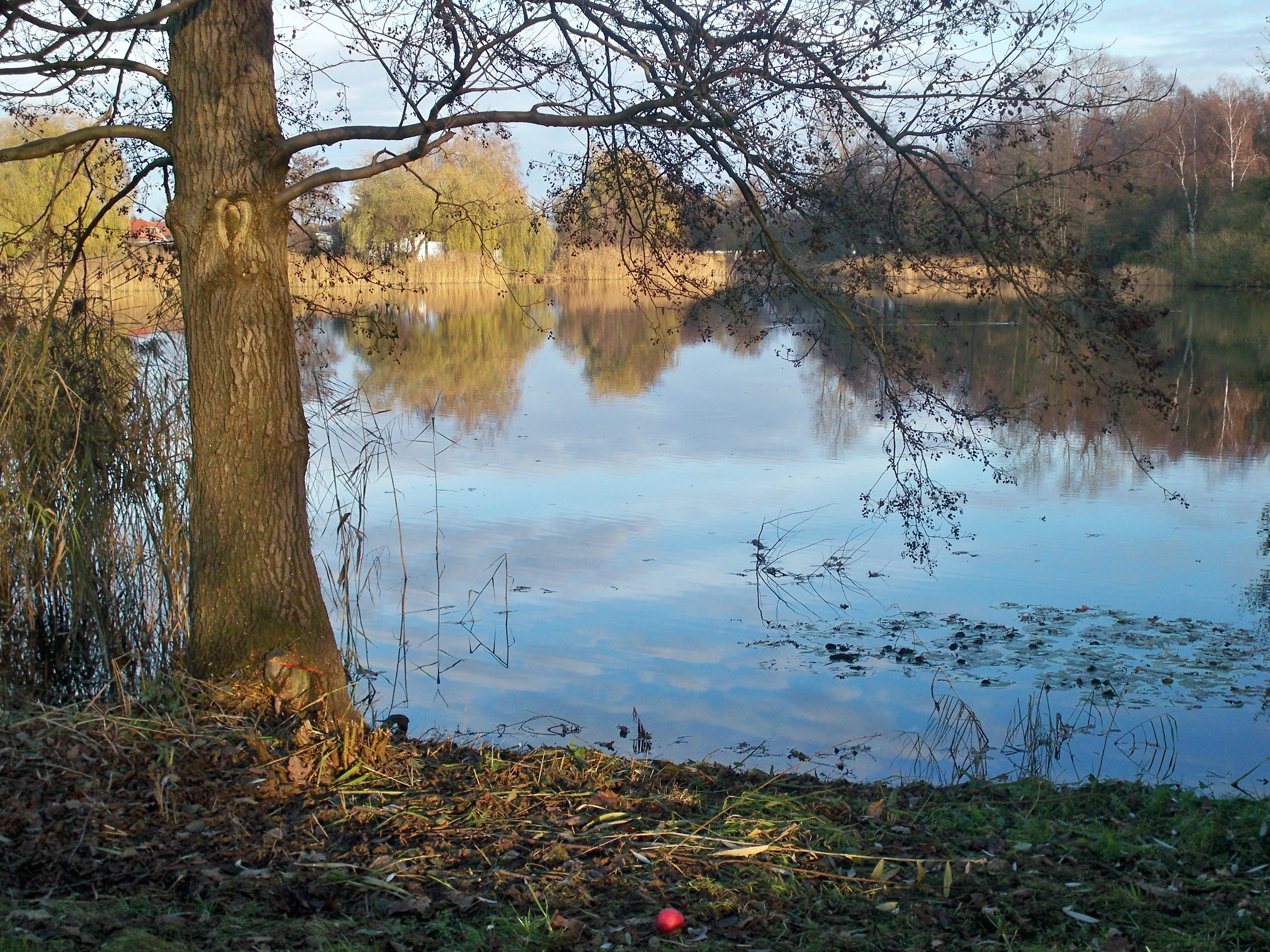
Ohresee in Brome
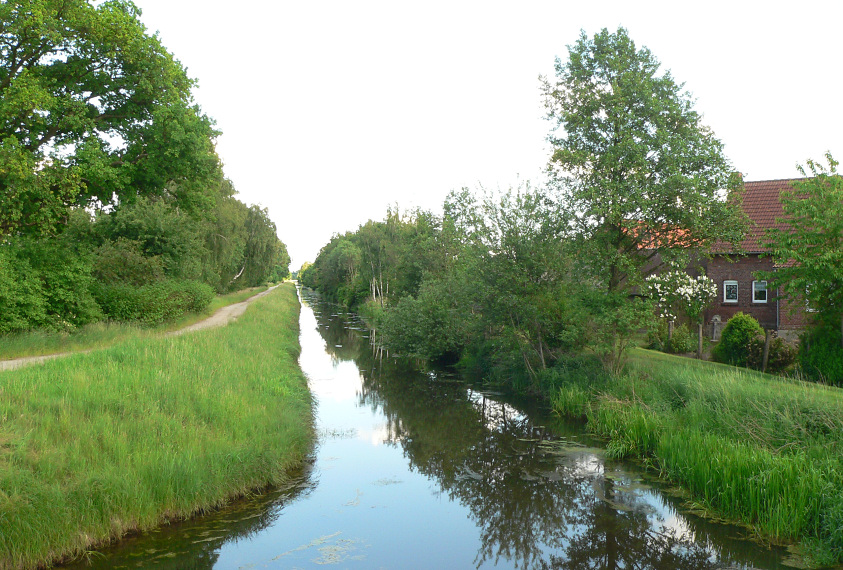
Ohre im Drömling bei Oebisfelde-Buchhorst
Das Deutsche Eck unweit vom Kämkerhorst, Mündung des Friedrichskanals links in die Ohre
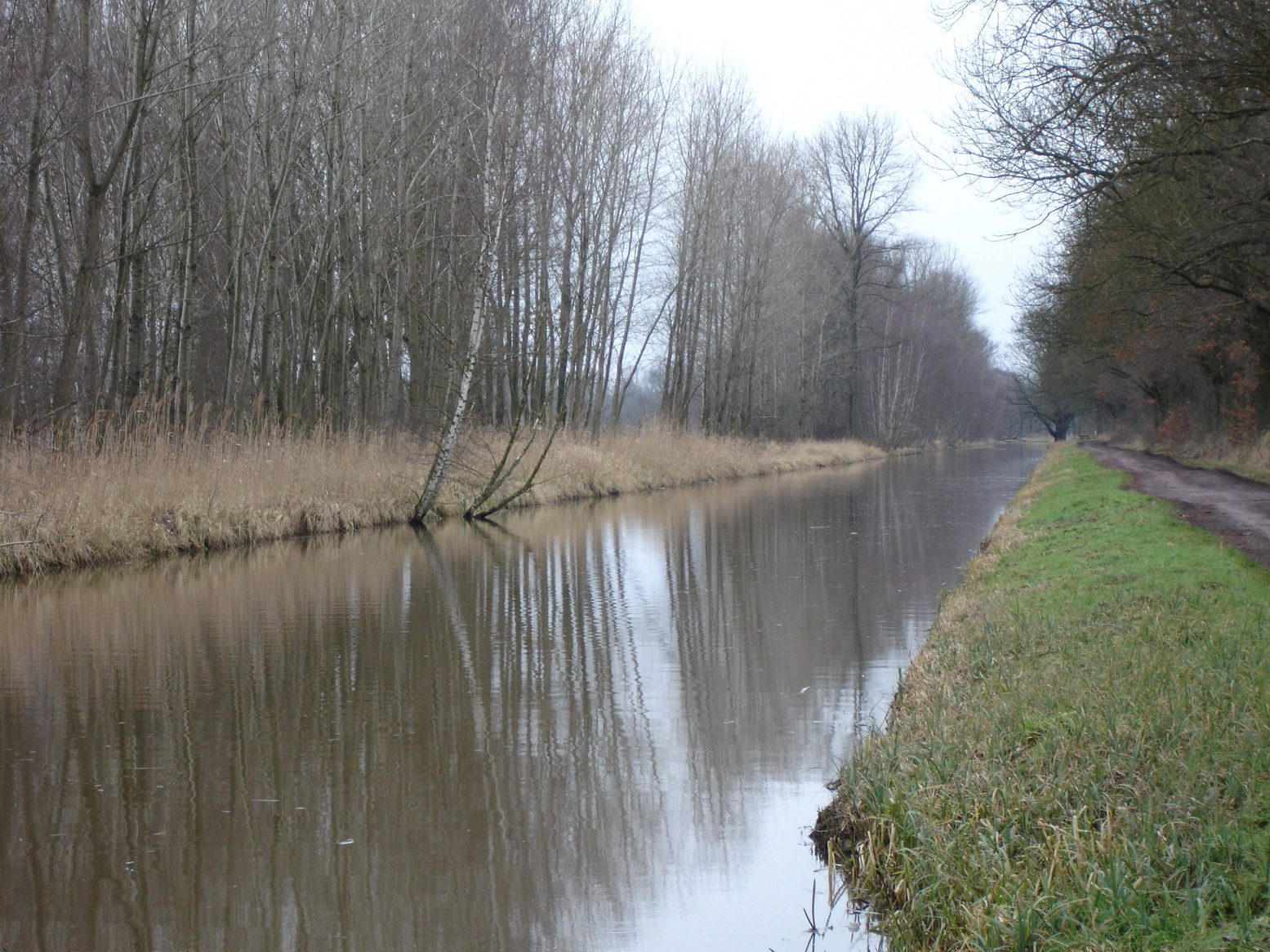
Ohre im Drömling

## Wasserbau und Nutzung
Die Unterhaltung des Flusses auf niedersächsischem Gebiet wird vom 1961 gegründeten Unterhaltungsverband Ohre mit Sitz in Gifhorn getragen. Die Gründung des Verbandes war nach dem Mauerbau 1961 und dem anschließenden Ausbau der innerdeutschen Grenze erforderlich. Danach wurde seitens der DDR die Gewässerpflege des Grenzflusses vernachlässigt, da Grenzsicherung Vorrang vor Hochwasserschutz hatte. Im Bereich des Landkreises Gifhorn war lange der Aller-Ohre-Verband für die Gewässerpflege zuständig, in dem der Unterhaltungsverband Ohre Mitglied war. Am 1. Januar 2023 wurde der Aller-Ohre-Verband mit den Unterhaltungsverbänden Oberaller, Ohre und Ise zum Aller-Ohre-Ise-Verband zusammengelegt. Der niedersächsische Teil der Ohre liegt nunmehr in dessen Zuständigkeit.
Auf dem Gebiet der ehemaligen DDR wurde Wasser der Ohre ab 1966 auf Viehweiden bei Hanum verregnet. Dazu legte die LPG Philipp Müller einen Graben an, damit Wasser des Grenzflusses in Richtung Osten floss. Beim Ausheben eines Speicherteichs wurden alte Quellen der Ohre freigelegt, die stündlich 100 m³ (27,8 l/s) Quellwasser lieferten. Aktuell liegt die Gewässerunterhaltung des sachsen-anhaltischen Teils der Ohre in der Verantwortung der Unterhaltungsverbände Obere Ohre und Untere Ohre.

## Sonstiges
Die Ohre benutzt ab dem Drömling bis zur Einmündung in das Elbtal das Breslau-Magdeburg-Bremer Urstromtal. Allerdings fließt sie entgegen der ursprünglichen Fließrichtung des Urstromtales (Ost nach West) von Westen nach Osten. Sie hat sich daher, von ihrer Mündung beginnend, rückschreitend in den alten Talboden eingeschnitten.
Von Oebisfelde-Buchhorst bis Glindenberg nutzt der Mittellandkanal das Tal der Ohre und verläuft parallel zu ihr.
Bis zum 13. Jahrhundert mündete sie bereits bei Wolmirstedt in den damaligen Elbarm.